# Interstate 81
Interstate 81 (afgekort I-81) is een Interstate Highway in het oosten van de Verenigde Staten. De snelweg begint in Dandridge (Tennessee) en eindigt op de Thousand Islands Bridge bij de Canadese grens. Belangrijke steden langs de I-81 zijn Kingsport, Lexington, Hagerstown, Harrisburg, Hazleton, Scranton, Binghamton en Syracuse.

## Lengte

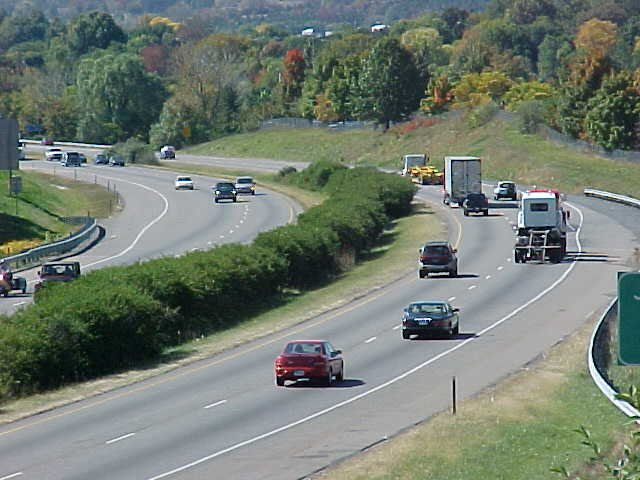
I-81 richting Harrisonburg

| Staat         | km   | mijl   |  |
|               |      |        |  |
| Tennessee     | 121  | 75     |  |
| Virginia      | 520  | 323    |  |
| West Virginia | 37   | 23     |  |
| Maryland      | 18   | 11     |  |
| Pennsylvania  | 377  | 234    |  |
| New York      | 294  | 183    |  |
|               |      |        |  |
| Totaal        | 1376 | 854,89 |  |